# The Black Dots of Death
The Black Dots of Death é uma banda de música industrial norte-americana de Des Moines, Iowa. Foi formada pelo percussionista do Slipknot, Shawn Crahan, seu filho Gage Crahan, Kyle, Ryan, Kane e Robert.
As músicas da banda tem uma temáticas escuras e deprimentes que falam de morte, drogas, traição, decepção e loucura.
Todos cantores são robóticos, apenas os instrumentos foram feitos pela banda.
Em uma entrevista, Shawn disse que o baixista da banda era para ser o Paul Gray, morto em 2010.

## Discografia
Álbuns de estúdio
- Ever Since We Were Children (2011)